# Adam Ružička
Adam Ružička (* 11. Mai 1999 in Bratislava) ist ein slowakischer Eishockeyspieler, der seit Mai 2024 beim HK Spartak Moskau in der Kontinentalen Hockey-Liga unter Vertrag steht und dort auf der Position des Centers spielt. Zuvor war Ružička bereits für die Calgary Flames und kurzzeitig für die Arizona Coyotes in der NHL aktiv.

## Karriere
Adam Ružička begann seine Karriere in seiner Heimatstadt beim Nachwuchs des HK Ružinov 99 Bratislava. Über den Lokalrivalen HC Slovan Bratislava kam er zum tschechischen HC Dynamo Pardubice, wo er ebenfalls im Juniorenbereich spielte. Zu Beginn der Spielzeit 2016/17 schloss er sich den Sarnia Sting aus der kanadischen Ontario Hockey League an, die ihn zuvor im CHL Import Draft 2017 in der zweiten Runde an insgesamt 107. Stelle ausgewählt hatten. Bei den Sting spielte er insgesamt knapp drei Jahre und wurde 2017 in das Second All-Rookie-Team der Liga gewählt. Im selben Jahr wurde er beim NHL Entry Draft 2017 in der vierten Runde an insgesamt 109. Position von den Calgary Flames aus der National Hockey League ausgewählt.
Im Sommer 2019 wechselte der Slowake in deren Organisation, spielte jedoch zunächst für deren Farmteam Stockton Heat in der American Hockey League. Er debütierte am 16. Mai 2021 gegen die Vancouver Canucks in der NHL. Insgesamt kam er bis zum Saisonende auf drei Spiele für Calgary. In der Folgesaison spielte er häufiger für die Flames, als in Stockton. Ab Beginn der Spielzeit 2022/23 spielte er ausschließlich in der NHL. Am 25. Januar 2024 wechselte er zu den Arizona Coyotes, wurde aber bereits nach weniger als einem Monat und nur drei Einsätzen am 23. Februar des Jahres wieder entlassen. Zur Spielzeit 2024/25 wechselte er zum HK Spartak Moskau in die Kontinentale Hockey-Liga.

### International
Erste internationale Erfahrungen sammelte Ružička beim Europäischen Olympischen Winter-Jugendfestival 2015, als er mit den slowakischen Jungen den fünften Platz belegte. Später nahm er an den U18-Weltmeisterschaften 2016 und 2017 sowie den U20-Weltmeisterschaften 2017, 2018 und 2019 teil.
Mit der A-Nationalmannschaft seines Heimatlandes nahm er an der Qualifikation für die Olympischen Winterspiele in Peking 2022 teil.

## Erfolge und Auszeichnungen
- 2017 OHL Second All-Rookie Team

## Karrierestatistik
Stand: Ende der Saison 2023/24

### International
Vertrat die Slowakei bei:
| - Europäisches Olympisches Winter-Jugendfestival 2015 - U18-Junioren-Weltmeisterschaft 2016 - U20-Junioren-Weltmeisterschaft 2017 - U18-Junioren-Weltmeisterschaft 2017 | - U20-Junioren-Weltmeisterschaft 2018 - U20-Junioren-Weltmeisterschaft 2019 - Qualifikationsturnier für die Olympischen Winterspiele 2022 |

(Legende zur Spielerstatistik: Sp oder GP = absolvierte Spiele; T oder G = erzielte Tore; V oder A = erzielte Assists; Pkt oder Pts = erzielte Scorerpunkte; SM oder PIM = erhaltene Strafminuten; +/− = Plus/Minus-Bilanz; PP = erzielte Überzahltore; SH = erzielte Unterzahltore; GW = erzielte Siegtore; 1 Play-downs/Relegation; Kursiv: Statistik nicht vollständig)